# La imatge permanent
La imatge permanent és una pel·lícula de 2023 dirigida per Laura Ferrés i protagonitzada per María Luengo i Rosario Ortega. Va ser rodada principalment al Prat de Llobregat.
Va guanyar l'Espiga d’Or a la millor pel·lícula a la Seminci. És la primera pel·lícula en català a rebre aquesta distinció.